# Enrique de Aragón y Pimentel

Erb vévody ze Segorbe

Enrique de Aragón y Pimentel, známý jako el Infante Fortuna (25. července 1445 Calatayud – 2. července 1522 Castelló d'Empúries), byl hrabětem z Ampurias, později se stal 1. vévodou ze Segorbe.
V letech 1479 až 1493 působil jako katalánský místokrál.

## Život
Jediný a posmrtný syn Jindřicha, vévody z Villeny, a jeho druhé manželky Beatriz de Pimentel, zdědil po otci titul hraběte z Empúries a Segorbe v roce 1458, když jeho strýc Alfons V. Aragonský, který byl regentem, zemřel. V roce 1469 byl jeho hraběcí titul povýšen na vévodský.
Jako Infante Fortuna byl známý kvůli nepřízni osudu, která ho provázela celý život. Jeho poručníkem byl jeho strýc, navarrský král Jan II. Vychováván byl do svých čtrnácti let v Barceloně, „ne bez jistého nepohodlí a útrap“, způsobených zanedbáním ze strany jeho strýců, zmíněného Jana II. a krále Alfonse V. Aragonského.
Během katalánské občanské války byl uvězněn v Barceloně, ale podařilo se mu uprchnout. V roce 1465 se účastnil bitvy u Calafu jako velitel královské jízdy. V této bitvě byl zajat portugalský konstábl, kterého Katalánci zvolili za svého krále. Roku 1467 byl při obléhání Roses, které mu patřilo jako součást hrabství Ampurias, zraněn kopím.
V roce 1436 udělil Alfons V. Aragonský svému bratru Jindřichovi panství Segorbe, které zahrnovalo Vall d’Uixó a pohoří Sierra de Eslida, Benaguasil, Paternu a La Pobla de Vallbona ve Valencijském království.
Jan II. Aragonský mu práva na toto panství potvrdil a v roce 1469 ho povýšil na vévodství. V roce 1474, hnán ambicemi, se Jindřich připojil na stranu Jany la Beltranejy v jejím sporu s budoucí Isabelou I., manželkou prince Ferdinanda, dědice aragonské koruny. Cílem této šlechtické ligy bylo rozdělit aragonské síly. V roce 1473 opustil stranu Jana II. a ten mu v důsledku toho zabavil majetky. Útočiště našel u svého bratrance, hraběte z Benavente, svého jediného vážného spojence. Ten dokonce 11. ledna 1474 požadoval, aby se Enrique oženil s Janou, což se však nezdařilo.
V roce 1475 však princ Ferdinand potvrdil privilegia udělená Alfonsem V. a Janem II. Enrique se přidal na stranu Isabely a Ferdinanda. Účastnil se bitvy u Tora proti Portugalcům a obléhání Uclés, po kterém se vrátil do Valencijského království kvůli správě svých panství. Nicméně po celou tuto dobu fyzicky nepřevzal panství a poddaní v Segorbe mu nesložili přísahu věrnosti. Odpor obyvatelstva k opuštění královského statusu vedl k silným nepokojům. Princ Ferdinand se pokusil tento odpor potlačit hospodářskou blokádou Segorbe, avšak valencijská města ho nepodpořila. Nakonec bylo nařízeno obléhání Segorbe, které provedl místodržící od 25. června do 3. září 1478. Po kapitulaci došlo k obecnému odpuštění, ale obyvatelstvo města bylo poníženo.
Držení Segorbe bylo spíše ideologickou než ekonomickou investicí, protože vévodovy příjmy pocházely hlavně z jiných zdrojů, spojených s politickou kontrolou státní správy. Mezi tyto příjmy patřilo 30 370 sueldo ročně, vyplácených nově korunovaným králem Ferdinandem II. po jeho svatbě z královských rent na Sicílii, což bylo potvrzeno Karlem I. v roce 1516. Další příjmy zahrnovaly 43 000 sueldo udělených Janem II. a potvrzených Ferdinandem II., 10 000 z Generálního purkrabství Aragonského království a 30 000 z Generálního purkrabství Valencie. Vlastnil také různé nemovitosti ve Valencii, získané v roce 1501.
Tyto příjmy byly hlavní, protože ty z bývalého panství Marie de Luny, později vévodství Segorbe, byly zastaveny.
Infante Fortuna, první vévoda ze Segorbe, zastával významné politické posty ve správě království a různé vojenské hodnosti. Byl místokrálem Valencie od roku 1478 do 16. listopadu 1479, kdy se stal místokrálem Katalánska, kteroužto funkci vykonával v letech 1479 až 1494 a znovu v roce 1497. Podporoval válečné úsilí v Granadě a zadržoval Francouze v Roussillonu.
V roce 1491 si podrobil hraběte Huga Rogera z Pallars, který se vzbouřil proti koruně. Jeho hrabství bylo zabaveno 12. prosince 1491. V roce 1496 se stal opět místokrálem Valencie. Podílel se na potlačení povstání Germanías a menších mudéjarských vzpour ve Valencijském království, ale tentokrát proti svým vlastním vazalům.
Vévoda ze Segorbe předsedal vojenskému stavu na valencijských kortesích. Oženil se s portugalskou šlechtičnou Guiomar de Castro, dcerou Alfonse, prvního hraběte a pána z Fara a Aveira, a jeho manželky Marie de Noronha.
Měli tři děti: Juana Aragonského a Sicilského, který zemřel jako dítě 1. září 1490; Alfonse Aragonského, druhého vévodu ze Segorbe, hraběte z Ampurias a místokrále Valencie; a Isabelu Aragonskou a Sicilskou, která se v roce 1513 provdala za Íñiga Lópeze de Mendoza de la Vega y Lerma, hraběte ze Saldaña, čtvrtého vévodu z Infantada a pátého markýze ze Santillany.
Vévoda ze Segorbe zemřel 2. července 1522 v Castelló d’Empúries a je pohřben v klášteře Poblet.

## Manželství a děti
V roce 1488 se oženil s Guiomarou de Portugal († 1516), sestrou Fadriqueho de Portugal, důvěrného rádce Ferdinanda II. Aragonského.
Měli 3 děti:
- Juan de Aragón (1488–1490)
- Alfonso de Aragón y Portugal (1489–1562), místokrál Valencie
- Isabel de Aragón (1491–1530), provdala se roku 1513 za Íñiga Lópeze de Mendoza, 4. vévodu z Infantada

## Vývod z předků
|                              |                                             |  |                                                      |                                  |  |  |  |  |  |  |  | Jindřich II. Kastilský |
|                              |                                             |  |                                                      |                                  |  |  |  |  |  |  |  |                        |
|                              | Jan I. Kastilský                            |  |                                                      |                                  |  |  |  |  |  |  |  |                        |
|                              |                                             |  |                                                      |                                  |  |  |  |  |  |  |  |                        |
|                              |                                             |  |                                                      | Juana Manuel                     |  |  |  |  |  |  |  |                        |
|                              |                                             |  |                                                      |                                  |  |  |  |  |  |  |  |                        |
|                              | Ferdinand I. Aragonský                      |  |                                                      |                                  |  |  |  |  |  |  |  |                        |
|                              |                                             |  |                                                      |                                  |  |  |  |  |  |  |  |                        |
|                              |                                             |  |                                                      | Petr IV. Aragonský               |  |  |  |  |  |  |  |                        |
|                              |                                             |  |                                                      |                                  |  |  |  |  |  |  |  |                        |
|                              | Eleonora Aragonská                          |  |                                                      |                                  |  |  |  |  |  |  |  |                        |
|                              |                                             |  |                                                      |                                  |  |  |  |  |  |  |  |                        |
|                              |                                             |  |                                                      | Eleonora Sicilská                |  |  |  |  |  |  |  |                        |
|                              |                                             |  |                                                      |                                  |  |  |  |  |  |  |  |                        |
|                              | Jindřich, vévoda z Villeny                  |  |                                                      |                                  |  |  |  |  |  |  |  |                        |
|                              |                                             |  |                                                      |                                  |  |  |  |  |  |  |  |                        |
|                              |                                             |  |                                                      | Alfons XI. Kastilský             |  |  |  |  |  |  |  |                        |
|                              |                                             |  |                                                      |                                  |  |  |  |  |  |  |  |                        |
|                              | Sancho Kastilský                            |  |                                                      |                                  |  |  |  |  |  |  |  |                        |
|                              |                                             |  |                                                      |                                  |  |  |  |  |  |  |  |                        |
|                              |                                             |  |                                                      | Eleonora z Guzmánu               |  |  |  |  |  |  |  |                        |
|                              |                                             |  |                                                      |                                  |  |  |  |  |  |  |  |                        |
|                              | Eleonora z Alburquerque                     |  |                                                      |                                  |  |  |  |  |  |  |  |                        |
|                              |                                             |  |                                                      |                                  |  |  |  |  |  |  |  |                        |
|                              |                                             |  |                                                      | Petr I. Portugalský              |  |  |  |  |  |  |  |                        |
|                              |                                             |  |                                                      |                                  |  |  |  |  |  |  |  |                        |
|                              | Beatrix z Alburquerque                      |  |                                                      |                                  |  |  |  |  |  |  |  |                        |
|                              |                                             |  |                                                      |                                  |  |  |  |  |  |  |  |                        |
|                              |                                             |  |                                                      | Inés de Castro                   |  |  |  |  |  |  |  |                        |
|                              |                                             |  |                                                      |                                  |  |  |  |  |  |  |  |                        |
| Enrique de Aragón y Pimentel |                                             |  |                                                      |                                  |  |  |  |  |  |  |  |                        |
|                              |                                             |  |                                                      |                                  |  |  |  |  |  |  |  |                        |
|                              |                                             |  | Don Rodrigo Affonso Pimentel, Comendador de Santiago |                                  |  |  |  |  |  |  |  |                        |
|                              |                                             |  |                                                      |                                  |  |  |  |  |  |  |  |                        |
|                              | Juan Alonso Pimentel y Fonseca              |  |                                                      |                                  |  |  |  |  |  |  |  |                        |
|                              |                                             |  |                                                      |                                  |  |  |  |  |  |  |  |                        |
|                              |                                             |  |                                                      | Doña Lourença Vasques da Fonseca |  |  |  |  |  |  |  |                        |
|                              |                                             |  |                                                      |                                  |  |  |  |  |  |  |  |                        |
|                              | Rodrigo Alonso Pimentel y Téllez de Meneses |  |                                                      |                                  |  |  |  |  |  |  |  |                        |
|                              |                                             |  |                                                      |                                  |  |  |  |  |  |  |  |                        |
|                              |                                             |  |                                                      | Martim Afonso Telo de Meneses    |  |  |  |  |  |  |  |                        |
|                              |                                             |  |                                                      |                                  |  |  |  |  |  |  |  |                        |
|                              | Juana Téllez de Meneses                     |  |                                                      |                                  |  |  |  |  |  |  |  |                        |
|                              |                                             |  |                                                      |                                  |  |  |  |  |  |  |  |                        |
|                              |                                             |  |                                                      | NN                               |  |  |  |  |  |  |  |                        |
|                              |                                             |  |                                                      |                                  |  |  |  |  |  |  |  |                        |
|                              | Beatriz Pimentel                            |  |                                                      |                                  |  |  |  |  |  |  |  |                        |
|                              |                                             |  |                                                      |                                  |  |  |  |  |  |  |  |                        |
|                              |                                             |  |                                                      | Fadrique Alfonso, pán z Hara     |  |  |  |  |  |  |  |                        |
|                              |                                             |  |                                                      |                                  |  |  |  |  |  |  |  |                        |
|                              | Alfonso Enríquez                            |  |                                                      |                                  |  |  |  |  |  |  |  |                        |
|                              |                                             |  |                                                      |                                  |  |  |  |  |  |  |  |                        |
|                              |                                             |  |                                                      |                                  |  |  |  |  |  |  |  |                        |
|                              |                                             |  |                                                      |                                  |  |  |  |  |  |  |  |                        |
|                              | Leonor Enríquez de Mendoza                  |  |                                                      |                                  |  |  |  |  |  |  |  |                        |
|                              |                                             |  |                                                      |                                  |  |  |  |  |  |  |  |                        |
|                              |                                             |  |                                                      | Pedro González de Mendoza        |  |  |  |  |  |  |  |                        |
|                              |                                             |  |                                                      |                                  |  |  |  |  |  |  |  |                        |
|                              | Juana de Mendoza                            |  |                                                      |                                  |  |  |  |  |  |  |  |                        |
|                              |                                             |  |                                                      |                                  |  |  |  |  |  |  |  |                        |
|                              |                                             |  |                                                      | Aldonza de Ayala                 |  |  |  |  |  |  |  |                        |
|                              |                                             |  |                                                      |                                  |  |  |  |  |  |  |  |                        |